# Квинт Сервилий Приск Структ (начальник конницы)
Квинт Сервилий Приск Структ (лат. Quintus Servilius Priscus Structus, VI—V века до н. э.) — политический и военный деятель времён ранней Римской республики, начальник конницы 494 года до н. э.

## Биография
Происходил из патрицианского рода Сервилиев, его ветви Присков. О его родителях, детских и юношеских годах сведений нет.
В 494 году до н. э. назначенный диктатором Маний Валерий Волуз Максим взял его к себе заместителем — начальником конницы. Они вели военные действия против сабинян. Вместе с тем участвовал в каких-то переговорах с римскими плебеями.
О дальнейшей судьбе Квинта Сервилия Приска Структа упоминаний нет.

## Семья
- Квинт Сервилий Приск Структ, консул 468 и 466 годов до н. э.